# Свети Андрей (Столне)
„Св. Андрей“ (на украински: Андріївська церква) е православна църква и архитектурен паметник с национално значение в село Столне, Черниговска област на Украйна.

## История
С постановление № 442 на Кабинета на министрите на УССР от 6 септември 1979 г. „За допълнение към списъка на паметници на градоустройството и архитектурата на Украинската ССР, намиращи се под закрилата на държавата“ (Про доповнення списку пам'яток містобудування і архітектури Української РСР, що перебувають під охороною держави), на църквата е даден статут на архитектурен паметник от национално значение под № 1784.
Инсталирано е информационно табло.

## Описание
Построена е през 1782 г. в стил класицизъм, по поръчка на Александър Безбородко, над гроба на брат му. По своята форма тя се доближава до проекта на гробницата в Столне, изпълнен от архитекта Джакомо Куаренги. Свети Андлей е запазена в оригиналния си вид, с изключение на достроените камбанария и галерия.
Представлява каменна, измазана, квадратна църква, четирикорпусна, еднокуполна, едноапсидна (от източната страна).
Към общото пространство на сградата се включва, чрез покрита галерия (пасаж), и двуетажна камбанария – четириъгълна по план, построена през 1864 г. На долния етаж има вход, на горния – камбани. Увенчана е с купол.
От три страни (с изключение на източната), входовете на храма са подчертани от пиластрални портици от йонийския орден, вписани в плитки ниши. В интериорното подкуполно пространство на тях съответства колонада от йонийския орден, носеща антаблеман, квадратен по план като храма. При сдвояването на антаблемена с вътрешните стени се опират подпорни арки, носещи купола.